# Pencombe
Pencombe – wieś w Anglii, w hrabstwie Herefordshire. Leży 16 km na północny wschód od miasta Hereford i 185 km na północny zachód od Londynu.